# NGC 680
NGC 680 је елиптична галаксија у сазвежђу Ован која се налази на NGC листи објеката дубоког неба.
Деклинација објекта је + 21° 58' 16" а ректасцензија 1h 49m 47,3s. Привидна величина (магнитуда) објекта NGC 680 износи 11,9 а фотографска магнитуда 12,9. Налази се на удаљености од 34,819 милиона парсека од Сунца. NGC 680 је још познат и под ознакама UGC 1286, MCG 4-5-15, CGCG 482-19, PGC 6719.